# 同位異音

確定兩個語音是否為同位異音的基本程序.

同位異音（allophone）是語言學術語，指的是一個音位可以表示多於一個音。又稱為同位音、音位變體。

## 定义
如果两个音呈互补分布，且发音相似，即是同位异音。
如果两个音呈互补分布，但发音不相似，则属不同音位。
如果两个音不呈互补分布，但互换替代后仍为同义，则属于自由变体。
如果交换两个声音会导致含义发生变化，并且它们不是以互补分布的形式出现，那么它们就被视为不同的音素。

## 範例
例如英語中，国际音标/t/可以用來表示“top”中送氣的/tʰ/或者“stop”中不送氣的[t]。换而言之，[tʰ]和[t]在英語中为同位音，它們的共同音位是/t/。
又如普通話中，/ɤ/可以用來表示“德”的韻母[ɤ]，又可以表示感嘆詞“呢”的韻母[ə]，這樣[ɤ]和[ə]在普通話中就是同位音，它們的共同音位是/ɤ/。

## 同位異調
聲調的同位異音现象被稱為同位異調（allotone）。

## 參閲
- 語音學條目列表（英语：Index of phonetics articles）
- 同位异形
- 音位
- 自由變異

## 外部連結
- Phonemes and allophones